# Peter Maurer
Peter Maurer (Thun, Suïssa, 20 de novembre de 1956) és un historiador i diplomàtic suís, especialista en dret internacional humanitari, president del Comitè Internacional de la Creu Roja (CICR) des de l'1 de juliol de 2012 fins a l'octubre de 2022.
Després de cursar estudis d'història i de dret internacional a Berna, i doctorar-se el 1987, entrà al servei de la diplomàcia suïssa, on ocupà diverses funcions a Berna i a Pretòria, abans de traslladar-se a Nova York, el 1996, com a col·laborador del cap de la Missió Permanent d'Observació de Suïssa davant les Nacions Unides. L'any 2000, el Consell Federal el nomenà ambaixador i cap de la Divisió de Seguretat Humana a la Direcció Política d'Afers Exteriors, a Berna. El 2004 és nomenat ambaixador i cap de la Missió Permanent de Suïssa davant les Nacions Unides a Nova York. El 2009 l'Assemblea General de l'ONU el nomenà president de la Cinquena Comissió, encarregada dels assumptes administratius i pressupostaris de les Nacions Unides. També és elegit president de la Configuració encarregada de Burundi de la Comissió de Consolidació de la Pau de les Nacions Unides.
Secretari d'Estat del Departament Federal d'Afers Exteriors a Berna des de gener de 2010 fins a juliol de 2012, l'octubre de 2011 és escollit per cooptació com a president del Comitè Internacional de la Creu Roja (CICR), i l'1 de juliol de 2012 va succeir a Jakob Kellenberger, mantenint-se en el càrrec fins al 2022. Des d'aleshores ocupa el càrrec de president de l'Institut de Governació de Basilea, una organització anticorrupció vinculada a la Universitat de Basilea, on succeeix al fundador i president de l'Institut de Basilea, el professor Mark Pieth. El novembre de 2014 va ser nomenat membre de la junta fundacional Fòrum Econòmic Mundial. Durant molt de temps va treballar a la missió permanent suïssa davant les Nacions Unides a Nova York, abans i després de l'admissió de la Confederació Suïssa a l'ONU.